# Eusterinx subtilis
Eusterinx subtilis är en stekelart som beskrevs av Dasch 1992. Eusterinx subtilis ingår i släktet Eusterinx och familjen brokparasitsteklar. Inga underarter finns listade i Catalogue of Life.